# Дані Корен
Дані Корен (івр. דני קורן; 10 лютого 1957) — колишній ізраїльський футбольний арбітр. З 1996 по 2002 рік арбітр  ФІФА та УЄФА. Голова професійного комітету суддів (Ізраїль),

## Суддівська кар'єра
30 вересня 1999 року Корен провів свій перший матч у Кубку УЄФА між «Ольборгом» і «Удінезе» (1–2). 23 серпня 2000 року ізраїльтянин провів свій перший матч у Лізі чемпіонів УЄФА між «Глазго Рейнджерс» і «Герфельге» (3–0).
Він судив  фінали Кубка Ізраїлю у 1997, 1999, 2002, 2004 роках.

## Міжнародні матчі
| Дата                   | Місце                     | Матч                           | Результат | Раунд                                    | ЖК | YK · RK | RK |
| ---------------------- | ------------------------- | ------------------------------ | --------- | ---------------------------------------- | -- | ------- | -- |
| 21 лютого 1996 року    | Хайфа, Ізраїль            | Ізраїль – Литва                | 4-2       | товариський                              | 0  | 0       | 0  |
| 30 квітня 1997 року    | Аттард, Мальта            | Мальта – Фарерські острови     | 1 – 2     | Кваліфікація ЧС-1998                     | 2  | 0       | 0  |
| 24 вересня 1997 року   | Кишинів, Молдова          | Молдова – Грузія               | 0 – 1     | Кваліфікація ЧС-1998                     | 2  | 0       | 3  |
| 14 жовтня 1998 року    | Сен-Дені, Франція         | Франція – Андорра              | 2 – 0     | Кваліфікація чемпіонату Європи 2000 року | 4  | 0       | 0  |
| 31 березня 1999 року   | Київ, Україна             | Україна – Ісландія             | 1 – 1     | Кваліфікація чемпіонату Європи 2000 року | 0  | 0       | 0  |
| 4 вересня 1999 року    | Сольна, Швеція            | Швеція – Болгарія              | 1 – 0     | Кваліфікація чемпіонату Європи 2000 року | 5  | 1       | 0  |
| 13 листопада 1999 року | Ейндховен, Нідерланди     | Нідерланди – Чехія             | 1 – 1     | товариський                              | 2  | 0       | 0  |
| 7 жовтня 2000 року     | Андорра-ла-Велья, Андорра | Андорра – Естонія              | 1 – 2     | Кваліфікація ЧС-2002                     | 2  | 0       | 1  |
| 16 жовтня 2002 року    | Ганновер, Німеччина       | Німеччина> – Фарерські острови | 2 – 1     | Кваліфікація чемпіонату Європи 2004 року | 3  | 0       | 0  |